# Rouans
Rouans é uma comuna francesa na região administrativa do País do Loire, no departamento de Loire-Atlantique. Estende-se por uma área de 37.73 km². Em 2010 a comuna tinha 3 052 habitantes (densidade: 80,9 hab./km²).